# Ribóz
A ribóz (az élő szervezetekben d-ribóz formájában található meg) egy  monoszacharid, pontosabban egy aldopentóz (öt szénatomos, aldehidcsoportot tartalmazó szénhidrát). Jelentőségét az adja, hogy részt vesz az RNS felépítésében, illetve más biokémiai szempontból fontos molekulákban (pl. az ATP-ben) is megtalálható. A ribóz emiatt minden élő szervezetben előfordul.
A ribózhoz hasonló szénhidrát a dezoxiribóz (vagy pontosabban 2-dezoxi-d-ribóz), a DNS építőköve. Ez a ribóztól abban különbözik, hogy a 2-es szénatomjához nem kapcsolódik hidroxilcsoport.
Az arabinóz sztereoizomerje. Nevét az arabinóz betűinek átrendezésével kapta.

## Tulajdonságai

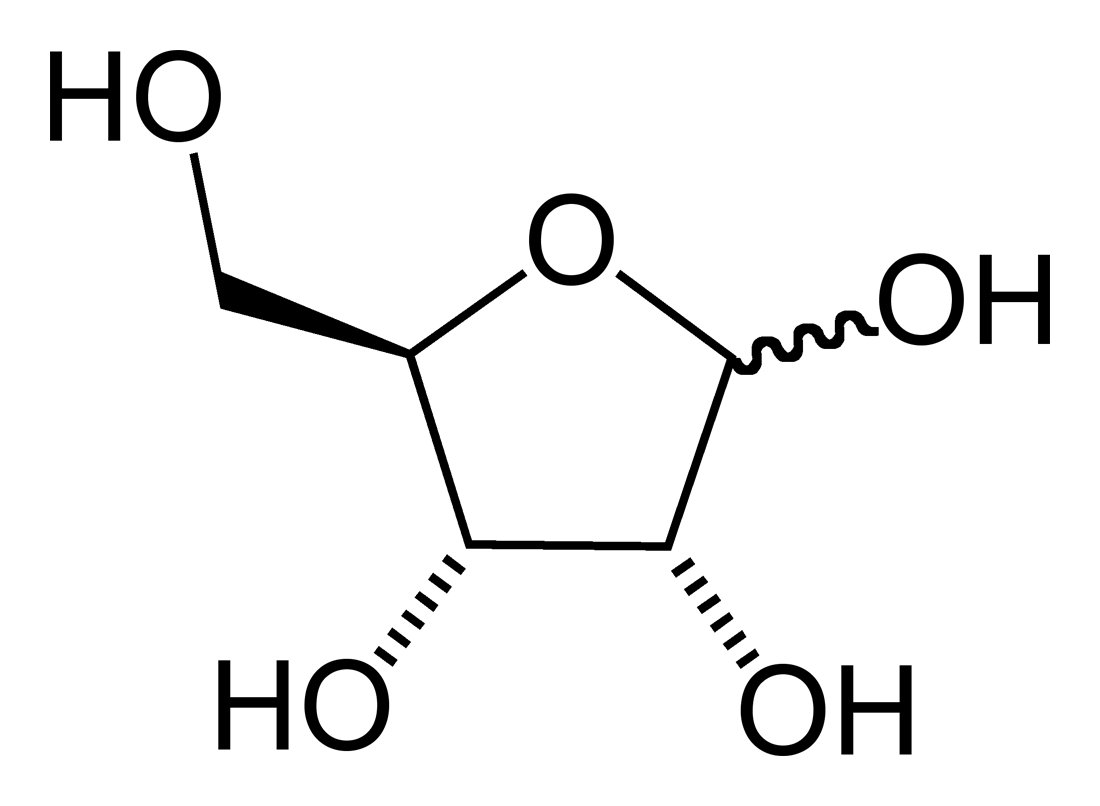
A ribóz öttagú gyűrűs alakja

A ribóz szobahőmérsékleten fehér színű, kristályos vegyület. Édes íze van, édesítőereje 33%-a a közönséges cukorénak. Öttagú gyűrűvé (úgynevezett laktolgyűrűvé) záródhat, az öttagú gyűrűs alak neve ribofuranóz.
Az egyensúlyi vizes oldatában előforduló 5 tautomer a következő:
- d-ribóz (nyílt láncú): 0,05%
- α-d-ribopiranóz: 21,5%
- β-d-ribopiranóz: 58,5%
- α-d-ribofuranóz: 6,5%
- β-d-ribofuranóz: 13,5%

## Előfordulása a természetben
A ribóz az RNS cukorkomponense. Az RNS-molekulában a purin- és a pirimidinbázisok  a ribózhoz N-glikozidos kötéssel kapcsolódnak. A ribóz ezen kívül foszforsav-diészter kötéseket is kialakít. A ribóz az RNS-ből ki is nyerhető enzimes hidrolízissel. A ribóz koenzimekben (például NAD+) és vitaminokban (például B2 vitamin: riboflavin) is megtalálható.

## Előállítása, felhasználása
A d-ribóz szintetikusan például d-arabinózból állítható elő. Felhasználják a B2 vitamin előállításához.
A ribózt a testépítők újabban táplálékkiegészítőként használják, mivel növelheti az ATP szintézisét és kreatin kúra idején növeli a szervezet által felvett kreatin mennyiségét.